# Atlascopcosaurus
Atlascopcosaurus ("Atlas-Copco-ödla") var ett släkte av fågelhöftade dinosaurier i familjen Hypsilophodontidae. Den enda kända arten, Atlascopcosaurus loadsi, hittades i en grotta i delstaten Victoria i Australien. Djuret var mellan 2 och 3 meter lång och hade uppskattningsvis en vikt av 125 kilogram. Atlascopcosaurus levde under äldre kritaperioden.
Släktet fick sitt namn efter det svenska företaget Atlas Copco som 1984 hjälpte en expedition finansiellt. Vid detta tillfälle hittades 85 fossila benfragment. Senare hjälpte Atlas Copco med att bygga en 60 meter lång tunnel som ledde till nya fynd.
Tillägget för arten, loadsi, syftar på William Loads som var företagets VD vid denna tid.